# 长叶蚤属
长叶蚤属（学名：Agasicles）是金花虫科下的一个属。

## 下属物种
本属包括以下物种：
- 雙條長葉蚤 Agasicles hygrophila Selman & Vogt, 1971，空心莲子草叶甲，莲草直胸跳甲，水花生叶甲